# ペール・オスベック

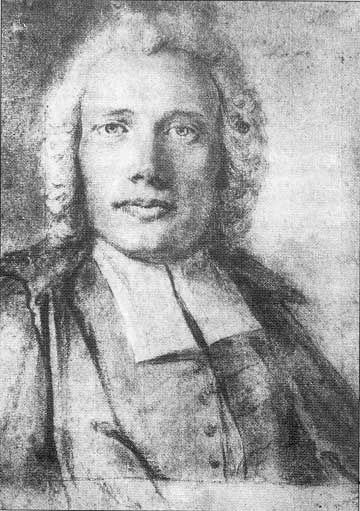
ペール・オスベック

ペール・オスベック（Pehr Osbeck、1723年5月9日 - 1805年12月23日）は、スウェーデンの牧師、博物学者である。「リンネの使徒たち」と呼ばれる世界中で生物の採集を行った人々の1人である。

## 生涯
ヴェステルイェートランド地方のHålanda sockenに生まれた。1745年にウプサラ大学に入学し、カール・フォン・リンネの学生となった。1750年から1752年の間、船に乗り込む牧師となって、中国、東アジアを旅した。広東近くやジャワ島を訪れ、スウェーデンに戻るときには900種の新種植物をリンネに持ち帰った。1757年に中国への旅行記、『東インド旅行の日記』（"Dagbok öfwer en ostindisk Resa åren"）を出版し、これはドイツ語、英語に翻訳された。1760年にハッランド県のHasslövに教区司祭に任命され、1773年に首席司祭、1778年に神学博士となった。
1758年からスウェーデン王立科学アカデミーの会員となり、Kungliga Vetenskaps- och Vitterhetssamhället i Göteborgの設立会員である。
ノボタン科の属名、ヒメノボタン属 （オスベッキア：Osbeckia）に献名された。

## 著書
- Dagbok öfwer en ostindisk resa åren 1750. 1751. 1752. Med anmärkningar uti naturkunnigheten, främmande folkslags språk, seder, hushållning. 1757
- Fragmenta ichthyologiae Hispanicae. In: Nova Acta Physico-Medica Academiae Caesareae Leopoldino-Carolinae Naturae Curiosorum. Band 4, Nürnberg, 1770, S. 99-104